# Качикатцы
Качика́тцы (якут. Хачыкаат) — село, центр муниципального образования «Сельское поселение Качикатский наслег» Хангаласского улуса Якутии.

## История и описание
Находится на правом берегу реки Лены при впадении в неё речки Кирим, в 27 км к юго-юго-западу от улусного центра города Покровска на другой стороне реки. Расположено в долине Лены. Расстояние до столицы республики г. Якутска — 101 км. Население на 2010 г. — 1156 человек.
Основано в начале XIX в.
В селе была центральная усадьба совхоза «Качикатский» (ныне коллективное предприятие), основные производства — молочное скотоводство, мясное табунное коневодство, земледелие (картофелеводство). На территории наслега расположен один сельскохозяйственный кооператив, Качикатский мукомольный завод (приостановлен), дорожное предприятие ОАО ДЭП-128 (обслуживает участок федеральной трассы), ООО «Сахатрансмеханизация», 20 крестьянских хозяйств.
Имеются Дом культуры, средняя общеобразовательная школа, детская музыкально-художественная школа, три детских сада, участковая больница, предприятия торговли.
В подчинении наслежной администрации с. Качикатцы находится расположенный на расстоянии 7 км от него сельский населённый пункт Кысыл-Юрюйя.
Важный транспортный узел — здесь паромная переправа через Лену и примыкание к федеральной трассе «Лена».

## Население
| 1400 |

| 1989 | 2002  | 2010  | 2021 |
| ---- | ----- | ----- | ---- |
| 1400 | ↘1184 | ↘1156 | ↘808 |

## Достопримечательности
- В 7 км от Качикатцев на северо-восток по федеральной трассе — ледник «Булус»[6].
- К югу — река Буотама, туристический объект (сплав).
- На территории находится национальный природный парк «Ленские столбы».